# Meerenten und Säger
Die Meerenten und Säger (Mergini) bilden eine Tribus der Entenvögel (Anatidae). Die dieser Tribus zugehörigen Arten sind sowohl bezüglich ihres Aussehens als auch der Lebensweise sehr inhomogen. Während die Meerenten kleine bis große, tauchende Enten sind, von denen die meisten Arten sich zumindest außerhalb der Brutsaison auf dem Meer aufhalten, zeichnen sich die Säger durch eine ausgeprägte Spezialisierung auf den Fischfang aus.

## Aussehen
Das äußere Erscheinungsbild der Meerenten und Säger ist äußerst inhomogen. Wirken die großen Eiderenten in der Regel etwas plump und schwerfällig, so erinnern die kleineren Schell-, Eis- und Kragenenten eher an Tauchenten. Die Anatomie der Säger kann durch den lang ausgezogenen Schnabel, eine Anpassung an den Fischfang, und den schlanken, relativ langen Hals recht grazil wirken.
Charakteristisch für alle Arten der Tribus sind die oft weit im hinteren Körperdrittel ansetzenden, kurzen und sehr kräftig gebauten Beine und die Füße mit großen Schwimmhäuten, welche einen effektiven Antrieb beim Tauchen gewährleisten. An Land wirken die meisten Arten durch ihre Anatomie bedingt sehr unbeholfen. Wie bei vielen Arten der Gänsevögel findet sich auch bei den Meerenten und Sägern ein ausgeprägter Geschlechtsdimorphismus, der vor allem bei der Prachteiderente äußerst auffällig ist. Die Männchen tragen ein oft spektakuläres Prachtgefieder, die Weibchen hingegen erscheinen meist schlicht braun oder grau. Als Anpassung an die bevorzugte Nahrung weisen alle Meerenten einen mehr oder weniger kräftigen und breiten Schnabel auf, die Säger hingegen zeichnen sich durch den namensgebenden gesägten Schnabel aus, der ihnen den Fischfang erleichtert.

## Ernährung und Lebensweise
Der Großteil der Nahrung von Meerenten und Sägern besteht aus tierischer Kost, die meist tauchend erbeutet wird. Vor allem Eiderenten sowie die Arten der Gattung Melanitta sind ausgesprochene Nahrungsspezialisten, da sie fast ausschließlich Muscheln und Schnecken fressen, wobei daneben auch Algen konsumiert werden. Bei der Nahrungssuche werden teils große Tiefen aufgesucht, obwohl ein Großteil der Futterorganismen im flacheren Uferbereich der Gewässer gesucht wird. Ebenfalls spezialisiert sind die Fisch fressenden Säger, welche gelegentlich jedoch auch Kleintiere und Samen sowie Wasserpflanzen zu sich nehmen. Aus Crustaceen, Mollusken und anderen Invertebraten sowie pflanzlicher Kost in unterschiedlicher Gewichtung besteht auch die Nahrung der anderen Mitglieder der Tribus. Die Ernährung kann je nach Jahreszeit und Aufenthaltsort (Meer- oder Süßwasser) einer Art differieren.
Außerhalb der Brutzeit sind vor allem die Meerenten strikt marin lebend, im Winter finden sich viele Arten vor den Küsten zu großen Schwärmen zusammen. Einige Säger sowie Arten der Gattung Bucephala überwintern sowohl an Küsten als auch auf größeren und nahrungsreichen Gewässern im Inland.
Obwohl keine schlechten Flieger, wirken viele Meerenten und Säger auch im Flug unbeholfen und vermeiden bei Gefahr in der Regel eine Flucht in die Luft, sondern versuchen tauchend zu fliehen. Die Arten der Tribus fliegen mit schnellem Flügelschlag und brauchen für den Start einen recht großen Anlauf über das Wasser, bevor sie sich in die Luft erheben können.

## Verbreitung
17 der 20 bekannten Arten der Tribus leben auf der Nordhalbkugel, lediglich eine Art, der Dunkelsäger, lebt auf der Südhalbkugel. Innerhalb des Verbreitungsgebiets sind viele der Arten an den nördlichen Küsten und Seen des eurasischen und amerikanischen Kontinents als Brutvögel anzutreffen, den Winter verbringen manche Arten hingegen auch an subtropischen Küsten.

## Fortpflanzung
Auch hinsichtlich des Brutverhaltens gibt es innerhalb der Tribus große Differenzen. Eiderenten sowie Eisenten und die Gattung Melanitta sind Brutvögel teils hocharktischer Tundren und borealer Wälder, wo sie meist paarweise oder in losen Verbänden nahe kleiner Gewässer brüten. Das Nest besteht oftmals aus nicht mehr als einer natürlichen Mulde, die mit Daunen und Gras ausgepolstert wird. Einige Arten der Schellenten und Säger sind Höhlenbrüter und nisten als solche oft weit im Inland in Wäldern nahe Gewässern, gelegentlich werden auch künstlich angelegte Brutvorrichtungen angenommen.  Die nicht höhlenbrütenden Arten legen ihr aus Gras und Daunen bestehendes Nest versteckt unter Vegetation an. Kragenenten brüten nahe schnell fließender Gewässer des Hochlandes, ihr Nest gleicht dem der Eiderenten.

## Gefährdung
Von den 20 Arten der Mergini gelten 15 als nicht gefährdet, die Weltpopulationen umfassen meist mehrere hunderttausend Individuen. Einige Arten leiden jedoch trotz allem unter dem Verlust von Lebensraum und Brutgelegenheiten, dies gilt insbesondere für die Höhlenbrüter der Tribus. Im Winter, während des Aufenthaltes auf dem Meer, sind die meist in großen Schwärmen anzutreffenden Meerenten durch Verunreinigungen des Meeres durch Öl gefährdet.
Über die Populationsgröße des Dunkelsägers liegen nur relativ wenige Informationen vor, eine Einstufung ist daher nur schwerlich möglich. Jedoch ist des nur relativ kleinen Verbreitungsgebietes und der rasanten Zerstörung des Habitats wegen davon auszugehen, dass die Art rückläufige Populationszahlen aufweist, zumal sie bislang nirgendwo in großer Zahl beobachtet wurde. Daher ist die Art als vom Aussterben bedroht eingestuft.
Der Schuppensäger gilt als stark gefährdet, da die ohnehin kleine Population von wenigen tausend Individuen durch Jagd und Schwund des Habitats bedroht ist.
Als gefährdet gilt die Scheckente, da die beobachtete Population in Alaska deutlich rückläufig ist. Die genauen Ursachen dieses Rückganges sind nicht bekannt, eine natürliche Schwankung der Populationsgröße kann nicht gänzlich ausgeschlossen werden.
Zwei Arten, die Labradorente und der Aucklandsäger, gelten als ausgestorben. Chendytes lawi ist eine prähistorische Art, die im frühen Holozän ausgestorben ist.

## Systematik
Zu den Meerenten und Sägern zählen außer den oben genannten ausgestorbenen Arten die folgenden 20 Arten aus neun Gattungen:
- Gattung Somateria (Eiderenten)
  - Eiderente, Somateria mollissima
  - Prachteiderente,  Somateria spectabilis
  - Plüschkopfente, Somateria fischeri
- Gattung Polysticta
  - Scheckente, Polysticta stelleri
- Gattung Histrionicus
  - Kragenente, Histrionicus histrionicus
- Gattung Clangula
  - Eisente, Clangula hyemalis
- Gattung Melanitta
  - Pazifiktrauerente, Melanitta americana
  - Höckersamtente, Melanitta deglandi
  - Trauerente, Melanitta nigra
  - Brillenente, Melanitta perspicillata
  - Samtente, Melanitta fusca
  - Kamtschatkasamtente, Melanitta stejnegeri
- Gattung Bucephala
  - Büffelkopfente, Bucephala albeola
  - Spatelente, Bucephala islandica
  - Schellente, Bucephala clangula
- Gattung Mergus (Säger)
  - Dunkelsäger, Mergus octosetaceus
  - Mittelsäger, Mergus serrator
  - Schuppensäger, Mergus squamatus
  - Gänsesäger, Mergus merganser
- Gattung Mergellus
  - Zwergsäger, Mergellus albellus
- Gattung Lophodytes
  - Kappensäger, Lophodytes cucullatus